# Creney-près-Troyes
Creney-près-Troyes est une commune française, située dans le département de l'Aube en région Grand Est. Ses habitants sont des Cœurlequins et Cœurlequines.

## Géographie
| Vailly            | Luyères                  | Assencières      |
| Lavau             | Creney-près-Troyes       | Mesnil-Sellières |
| Pont-Sainte-Marie | Saint-Parres-aux-Tertres | Villechétif      |

Creney est située à cinq kilomètres de Troyes environ, dans l'Aube.

### Hydrographie
La commune est dans la région hydrographique « la Seine de sa source au confluent de l'Oise (exclu) » au sein du bassin Seine-Normandie. Elle est drainée par le Melda, le canal 01 du Marais et la Fosse des Crevautes,.
Le Melda, d'une longueur de 12 km, prend sa source dans la commune de Laubressel et se jette  dans la Barse à Pont-Sainte-Marie, après avoir traversé sept communes.

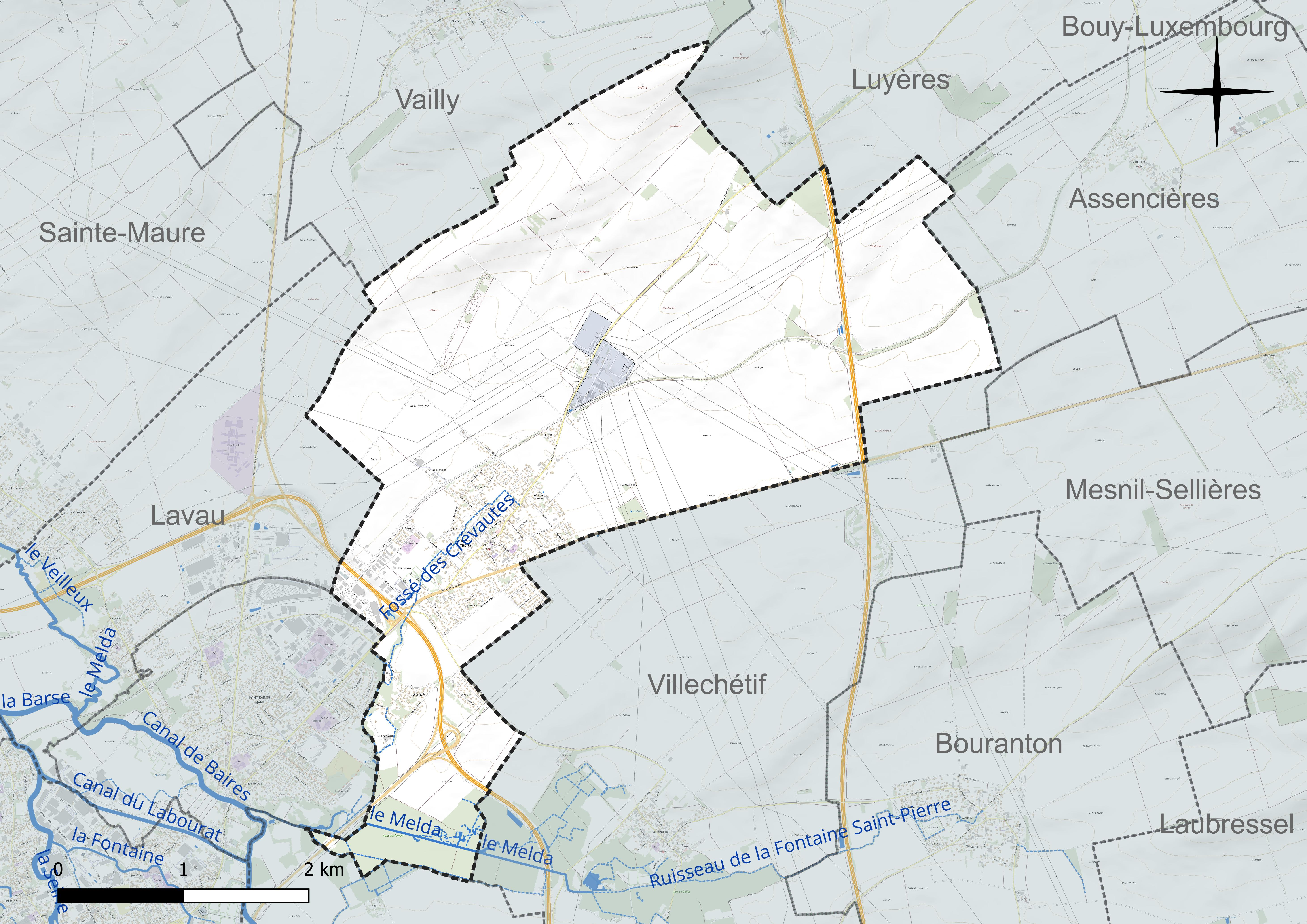
Réseau hydrographique de Creney-près-Troyes.

### Climat
Pour des articles plus généraux, voir Climat du Grand Est et Climat de l'Aube.
En 2010, le climat de la commune est de type climat océanique dégradé des plaines du Centre et du Nord, selon une étude du Centre national de la recherche scientifique s'appuyant sur une série de données couvrant la période 1971-2000. En 2020, Météo-France publie une typologie des climats de la France métropolitaine dans laquelle la commune est exposée à un climat océanique altéré et est dans une zone de transition entre les régions climatiques « Nord-est du bassin Parisien » et « Lorraine, plateau de Langres, Morvan ».
Pour la période 1971-2000, la température annuelle moyenne est de 10,5 °C, avec une amplitude thermique annuelle de 15,8 °C. Le cumul annuel moyen de précipitations est de 708 mm, avec 11,8 jours de précipitations en janvier et 7,9 jours en juillet. Pour la période 1991-2020, la température moyenne annuelle observée sur la station météorologique de Météo-France la plus proche, « Troyes-Barberey », sur la commune de Barberey-Saint-Sulpice à 7 km à vol d'oiseau, est de 11,3 °C et le cumul annuel moyen de précipitations est de 644,6 mm. 
La température maximale relevée sur cette station est de 41,8 °C, atteinte le 25 juillet 2019 ; la température minimale est de −23 °C, atteinte le 17 janvier 1985,,.
Les paramètres climatiques de la commune ont été estimés pour le milieu du siècle (2041-2070) selon différents scénarios d'émission de gaz à effet de serre à partir des nouvelles projections climatiques de référence DRIAS-2020. Ils sont consultables sur un site dédié publié par Météo-France en novembre 2022.

## Urbanisme

### Typologie
Au 1er janvier 2024, Creney-près-Troyes est catégorisée ceinture urbaine, selon la nouvelle grille communale de densité à 7 niveaux définie par l'Insee en 2022.
Elle appartient à l'unité urbaine de Troyes, une agglomération intra-départementale dont elle est une commune de la banlieue,. Par ailleurs la commune fait partie de l'aire d'attraction de Troyes, dont elle est une commune de la couronne,. Cette aire, qui regroupe 209 communes, est catégorisée dans les aires de 200 000 à moins de 700 000 habitants,.

### Occupation des sols
L'occupation des sols de la commune, telle qu'elle ressort de la base de données européenne d’occupation biophysique des sols Corine Land Cover (CLC), est marquée par l'importance des territoires agricoles (84,3 % en 2018), en diminution par rapport à 1990 (88,5 %). La répartition détaillée en 2018 est la suivante : 
terres arables (83,9 %), zones urbanisées (9,8 %), forêts (3,5 %), zones industrielles ou commerciales et réseaux de communication (2,4 %), zones agricoles hétérogènes (0,4 %). L'évolution de l’occupation des sols de la commune et de ses infrastructures peut être observée sur les différentes représentations cartographiques du territoire : la carte de Cassini (XVIIIe siècle), la carte d'état-major (1820-1866) et les cartes ou photos aériennes de l'IGN pour la période actuelle (1950 à aujourd'hui).

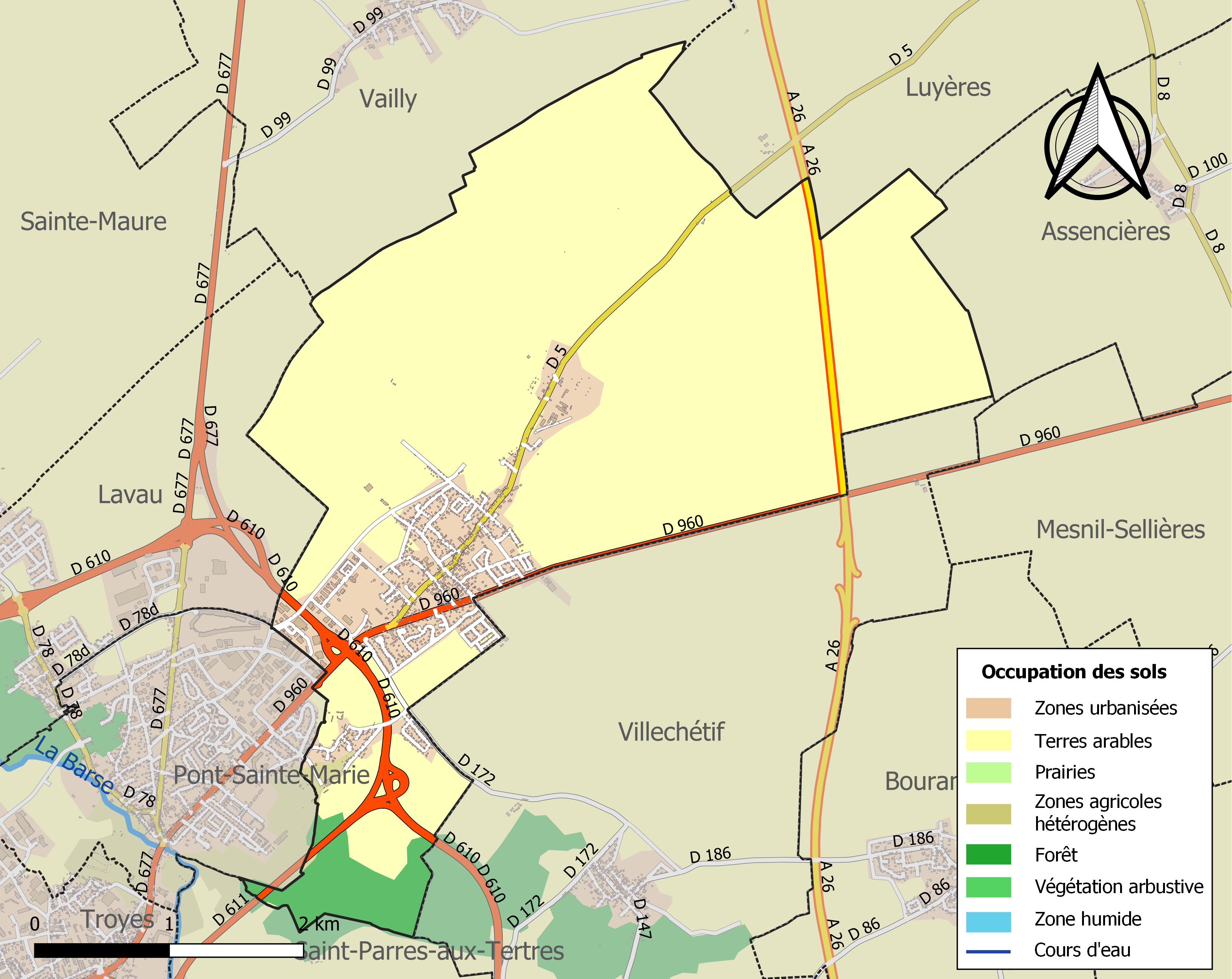
Carte des infrastructures et de l'occupation des sols de la commune en 2018 (CLC).

### Toponymie
Le nom est fixé par un décret du 4 février 1919, il a comme écarts : Argentolle, les Bordes, la Cour-aux-Changeurs, Croix-du-Salut, Cupigny, Enfer, l'Hôtel-Dieu, les Lardins, le Moulin-à-vent, Neuvy, au cadastre de 1838.
Il est cité dans le cartulaire de Charles le Chauve comme Cresniacus.

## Histoire
À proximité du secteur actuel du Paradis avait été localisé un important tumulus du premier âge du fer, ou Halstatt. Ce dernier a fait l'objet d'une fouille de sauvetage dans les années 1987–1988, dans le contexte de la création d'un échangeur en prolongement du Boulevard Georges-Pompidou. La construction de cette rocade a mené à l'arasement complet des structures. La comparaison avec les sites funéraires voisins de Lavau, Barberey, Estissac, Bouranton et Vix, des observations architecturales et stylistiques, ainsi que l'étude de nombreux fragments textiles a montré qu'il s'était agi néanmoins d'un site élitaire majeur de la période, désigné Creney-le-Paradis par les archéologues.
Le plus ancien seigneur connu était le comte de Champagne en 1224. Les biens communaux comprenaient une grande contrée marécageuse entre Creney, Argentolles et Villechétif où ils faisaient paitre les animaux et qui recelait des roseaux et un prés de quarante six arpents et une terre de quatre arpents.
En 1789, il dépendait de l'intendance et de la généralité de Châlons-sur-Marne, de l'élection et du bailliage de Troyes.
Le 22 août 1944, 49 détenus de la maison d'arrêt de Troyes sont exécutés à Creney par la Gestapo et plusieurs miliciens français de Bretagne en route vers l'Allemagne dont Michel Chevillotte.
La Gestapo de Rennes s'étant replié sur Troyes décide de se débarrasser des détenus de la prison Hennequin. Quarante-neuf prisonniers (arrêtés pour avoir circulés après l'heure ou bien refus de céder le trottoir aux soldats allemands) sont amenés au champ de tir de Creny
Parmi eux, quinze jeunes Romillons. On les fait s'asseoir au bord de trois tranchées. Puis les SS vident leurs mitraillettes dans leur dos ; les exécutant à la fin au pistolet ;
Il s'agit d'un « crime de guerre à tout jamais impuni » selon les mots de Rolande Barthélémy, présidente de l'Association nationale des anciens combattants et ami(e)s de la Résistance.

### Argentolle

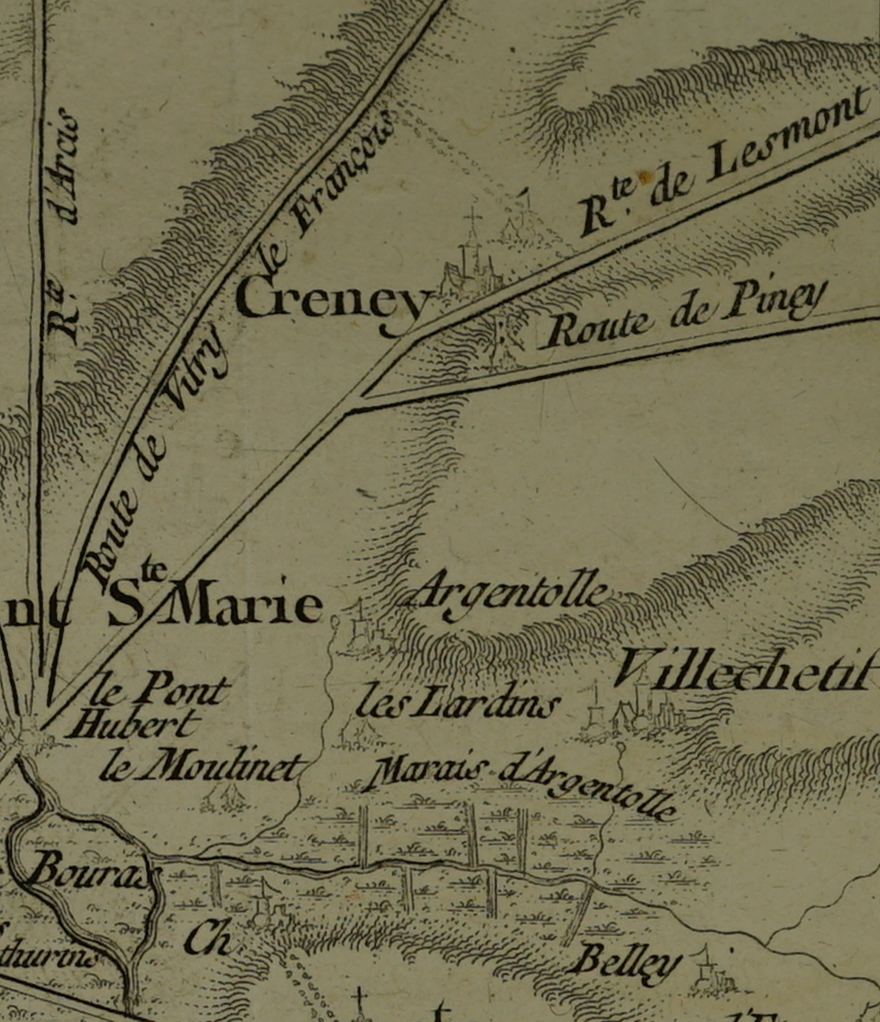
Argentolle en 1811.

Ancien bourg attesté depuis le IXe siècle dans un cartulaire de Charles le Chauve qui confirmait les possessions de l'abbaye de Montier sous le vocable d' Argentilla. En 1787 il comptait quinze feux, il dépendait de la paroisse de Saint-Parre-aux-Tertres, de l'intendance et de la généralité de Châlons, de l'élection et du bailliage de Troyes. L'écart avait un château : motte close de fossé d'un arpent et demi sur laquelle était une maison seigneuriale, une grange et un moulin. Le tout fut vendu comme bien national le 28 germinal an II pour dix mil livres.

## Politique et administration
| Période                                  | Période  | Identité                                    | Étiquette   | Qualité |
| ---------------------------------------- | -------- | ------------------------------------------- | ----------- | --- |
| 1959                                     | 1989     | Roger Rouquet                               |             | |
| 1989                                     | 2001     | Claude Bertrand                             | DVD-RPR-UMP | Conseiller général du canton de Troyes-2 (1992-2010)                                                           |
| mars 2001                                | En cours | Jacky Raguin Réélu pour le mandat 2020-2026 | UMP-LR      | Cadre supérieur, conseiller général du canton de Troyes-2 (2010-2015) Suppléant de la sénatrice Évelyne Perrot |
| Les données manquantes sont à compléter. |          |                                             |             | |

## Démographie
L'évolution du nombre d'habitants est connue à travers les recensements de la population effectués dans la commune depuis 1793. Pour les communes de moins de 10 000 habitants, une enquête de recensement portant sur toute la population est réalisée tous les cinq ans, les populations de référence des années intermédiaires étant quant à elles estimées par interpolation ou extrapolation. Pour la commune, le premier recensement exhaustif entrant dans le cadre du nouveau dispositif a été réalisé en 2004.

En 2022, la commune comptait 1 996 habitants, en évolution de +12,32 % par rapport à 2016 (Aube : +0,7 %, France hors Mayotte : +2,11 %).
| 1793 | 1800 | 1806 | 1821 | 1831 | 1836 | 1841 | 1846 | 1851 |
| ---- | ---- | ---- | ---- | ---- | ---- | ---- | ---- | ---- |
| 430  | 533  | 511  | 451  | 475  | 522  | 522  | 506  | 479  |

| 1856 | 1861 | 1866 | 1872 | 1876 | 1881 | 1886 | 1891 | 1896 |
| ---- | ---- | ---- | ---- | ---- | ---- | ---- | ---- | ---- |
| 460  | 453  | 413  | 440  | 417  | 414  | 415  | 406  | 390  |

| 1901 | 1906 | 1911 | 1921 | 1926 | 1931 | 1936 | 1946 | 1954 |
| ---- | ---- | ---- | ---- | ---- | ---- | ---- | ---- | ---- |
| 405  | 409  | 403  | 419  | 466  | 501  | 534  | 602  | 702  |

| 1962 | 1968 | 1975  | 1982  | 1990  | 1999  | 2004  | 2006  | 2009  |
| ---- | ---- | ----- | ----- | ----- | ----- | ----- | ----- | ----- |
| 665  | 686  | 1 229 | 1 587 | 1 550 | 1 421 | 1 527 | 1 523 | 1 586 |

| 2014  | 2019  | 2022  | - | - | - | - | - | - |
| ----- | ----- | ----- | - | - | - | - | - | - |
| 1 782 | 1 982 | 1 996 | - | - | - | - | - | - |

## Lieux et monuments
- L'église Saint-Aventin de Creney-près-Troyes.
- Tumulus de l'âge du fer de Creney-le-Paradis (détruit en 1988 avec la construction de la rocade de la ville de Troyes).

## Personnalités liées à la commune
- Michel de Creney, évêque d'Auxerre.